# Emanuele Pazienza
Emanuele Pazienza (* in Groß-Gerau) ist ein deutscher Schauspieler, Sänger (Stimmfach lyrischer Bariton) und Tänzer mit italienischen Wurzeln.

## Leben
Pazienza studierte zunächst Psychologie in München, bevor er sich für eine Laufbahn als Musicaldarsteller entschied. Er studierte von 2000 bis 2003 an der Abraxas-Musical-Akademie in München, wo er mit einem Diplom in den Disziplinen Schauspiel, Gesang und Tanz abschloss. Zusätzlich absolvierte er zuvor in den Jahren 1998–1999 bereits eine Schauspielausbildung an der Schauspielschule der Theaterwerkstatt Mainz. Sein Debüt als Schauspieler gab er in der Spielzeit 1999/00 als Ernst Röbel in dem Schauspiel Frühlings Erwachen an den Kammerspielen Frankfurt. Seit 2001 gastiert er in Deutschland als Musicaldarsteller, zunächst u. a. mit kleinen Rollen am Staatstheater am Gärtnerplatz in den Musicals Hello, Dolly! (2002) und Der Mann von La Mancha (Spielzeit 2004/05). 2004 trat er als Chino in West Side Story am Staatstheater Kassel und bei den Bregenzer Festspielen auf. Weitere Engagements als Musicaldarsteller hatte er am Landestheater Eisenach (2005; als Carlos in Der Kuss der Spinnenfrau), am Hamburger Operettenhaus (Spielzeit 2006/07, Ensemble/Cover für Pepper in Mamma Mia!) und am Landestheater Flensburg (2009, als Carlos/Gefangener in dem Musical Der Kuss der Spinnenfrau). 
Mehrfach trat er seit 2009 am Theater Hagen unter der Regie von Norbert Hilchenbach in den jährlichen Weihnachtsmärchen auf, so als böser Zauberer August in Der gestiefelte Kater (2009), als Zwerg Bifur in Schneewittchen und die sieben Zwerge (2010), als Großmutter in Rotkäppchen (2011),  als Haushofmeister Andersen in Die Prinzessin auf der Erbse (2012) und als Hänsel in Hänsel und Gretel (2015).
Am Theater Hagen übernahm er von 2008 bis 2010 auch den Chino in dem Musical West Side Story.